# Blackmore Rock Bar
Blackmore Rock Bar foi um tradicional casa de shows paulista.

## História
Situada na alameda dos Maracatins, no bairro de Moema em São Paulo, era considerada um dos redutos mais tradicionais do rock em São Paulo. Palco de festas, eventos especiais de sites, revistas e programas de rádio, chegou a receber shows de nomes de peso do cenário nacional e internacional, sendo indicado em 2010 ao 4º Premio GRC Quality Music, que premiava apoiadores da cena independente na categoria bares/casas de shows, porém após adotar a estratégia de privilegiar bandas covers pereceu e acabou encerrando suas atividades em 11 de setembro de 2015.

## Principais shows
- Torture Squad - 20/12/2014[4]
- Xandria - 05/05/2013[5][6]
- Mad Max - 13/04/2013[7]
- Chris Slade - 21/12/2012[8]
- Salário Minimo - 08/12/2012
- Heavy Metal Stars - 07/09/2012[9]
- Decaptated - 26/05/2012[10][11]
- Hail! - 04/03/2012[12]
- Sirenia - 30/10/2011[13]
- Cruachan - 12/10/2011[14][15]
- Punk Metal Allstars - 30/09/2011[16]
- Symfonia - 04/08/2011[17]
- Depth Hate - 10/07/2011
- Richie Kotzen - 11/03/2011[18][19]
- Steve Augeri - 12/02/2011[20]
- Blaze Bayley - 21/01/2011[21]
- Soulspell - 27/11/2010[22]
- Tarot - 15/09/2010[23]
- Gene Loves Jezebel - 30/07/2010[24]
- Richie Kotzen - 24/04/2010
- Doogie White - 06/03/2010[25]
- Jeff Scott Soto - 19/06/2009[26]
- John Lawton - 12/02/2009[27]
- Eric Martim - 25/04/2007[28]
- Harppia e Centurias - 30/06/2004[29]
- Southern Rock Festival - 29/08/2003[30]Referências

1. ↑  «Blackmore Rock Bar - Bares - Moema, São Paulo | BaresSP». BaresSP. Consultado em 24 de março de 2017
2. ↑  «Divulgada a lista de indicados ao 4º Prêmio GRC Quality Music». Ilhota Rock Festival. 25 de julho de 2010. Consultado em 27 de março de 2017
3. ↑  «Blackmore Bar encerra as atividades e faz festa de encerramento». Site UOL. Consultado em 24 de março de 2017
4. ↑  «Torture Squad: novo vídeo extraído do DVD Coup d'État Live». whiplash.net
5. ↑  Talarico, Rogerio. «Xandria - Blackmore Rock Bar, São Paulo - 05/05/2013». www.metalconcerts.net. Consultado em 26 de março de 2017
6. ↑  «Xandria: a banda superou os problemas em São Paulo (Resenha - Xandria (Blackmore Rock Bar, São Paulo, 05/05/2013))». whiplash.net
7. ↑  «Mad Max: revivendo a aura mágica da década de 80 (Resenha - Mad Max (Blackmore Rock Bar, São Paulo, 13/04/2013))». whiplash.net
8. ↑  «AC/DC: Chris Slade relembra tempos de banda em São Paulo (Resenha - Chris Slade (Blackmore Rock Bar, São Paulo, 21/12/2012))». whiplash.net
9. ↑  Talarico, Rogerio. «Stay Heavy Metal Stars - Blackmore Rock Bar, São Paulo - 07/09/2012». www.metalconcerts.net. Consultado em 26 de março de 2017
10. ↑  «Decapitated: resenha e fotos do show em São Paulo (Resenha - Decapitated (Blackmore, São Paulo, 26/05/2012))». whiplash.net
11. ↑  Talarico, Rogerio. «Decapitated - Blackmore RockBar, São Paulo - 26/05/2012». www.metalconcerts.net. Consultado em 26 de março de 2017
12. ↑  «Hail!: Uma grande noite de Metal em São Paulo (Resenha - Hail! (Blackmore Rock Bar, São Paulo, 04/03/2012))». whiplash.net
13. ↑  Martins, Barbara. «Sirenia - Blackmore Rock Bar, São Paulo - 30/10/2011». www.metalconcerts.net. Consultado em 26 de março de 2017
14. ↑  Martins, Barbara. «Cruachan - Blackmore Rock Bar, São Paulo - 12/10/2011». www.metalconcerts.net. Consultado em 26 de março de 2017
15. ↑  «Cruachan: show inesquecível de pioneiros do folk metal (Resenha - Cruachan (Blackmore Rock Bar, São Paulo, 12/10/2011))». whiplash.net
16. ↑  «Punk Metal Allstars: estrelas do thrash, punk e hardcore (Resenha - Punk Metal Allstars (Blackmore Rock Bar, SP, 30/09/2011))». whiplash.net
17. ↑  «Symfonia: banda mostra entrosamento em show de São Paulo (Resenha - Symfonia (Blackmore Bar, SP, 04/08/2011))». whiplash.net
18. ↑  Martins, Barbara. «Richie Kotzen - Blackmore, São Paulo - 11/03/11». www.metalconcerts.net. Consultado em 26 de março de 2017
19. ↑  «Richie Kotzen: show na base do improviso e do acústico (Resenha - Richie Kotzen (Blackmore Rock Bar, São Paulo, 11/03/2011))». whiplash.net
20. ↑  «Steve Augeri: Recepção calorosa em show de São Paulo (Resenha - Steve Augeri (Blackmore Rock Bar, São Paulo, 12/02/2011))». whiplash.net
21. ↑  «Blaze Bayley: show de carisma e dedicação aos fãs em SP (Resenha - Blaze Bayley (Blackmore Rock Bar, São Paulo, 21/01/2011))». whiplash.net
22. ↑  «Soulspell: inacreditável competição de qualidade no palco (Resenha - Soulspell (Blackmore, São Paulo, 27/11/2010))». whiplash.net
23. ↑  «Tarot: review e fotos da apresentação em São Paulo (Resenha - Tarot (Blackmore Rock Bar, São Paulo, 15/09/2010))». whiplash.net
24. ↑  «Gene Loves Jezebel: review e fotos do show de São Paulo (Resenha - Gene Loves Jezebel (Blackmore Rock Bar, São Paulo, 30/07/2010))». whiplash.net
25. ↑  «Doogie White: em São Paulo, umas das maiores vozes do rock (Resenha - Doogie White (Blackmore, São Paulo, 06/03/2010))». whiplash.net
26. ↑  «Jeff Scott Soto: o público paulistano presenteado (Resenha - Jeff Scott Soto (Blackmore Rock Bar, São Paulo, 19/06/2009))». whiplash.net
27. ↑  «Resenha - John Lawton (Blackmore Rock Bar, São Paulo, 12/02/2009)». whiplash.net
28. ↑  «Review da passagem de Eric Martin pelo Brasil (Resenha - Eric Martin (Blackmore Bar, São Paulo, 25/04/2007))». whiplash.net
29. ↑  «Resenha - SP Metal - Harppia e Centurias (Blackmore, São Paulo, 30/06/2004)». whiplash.net
30. ↑  «Resenha - Southern Rock Festival (Blackmore Rock Bar, São Paulo, 29/08/2003)». whiplash.net